# Standard Interchange Format
Standard Interchange Format, även kallat SIF, är ett geospatialt datautbytesformat. En standard eller neutralt programformat som används för att flytta bildfiler mellan datorsystem. Företaget Navteq som är helägt dotterbolag till Nokia använder sig av SIF-formatet.